# Borogontsy

Borogontsy (en ruso : Борогонцы ) es una localidad rural, el centro administrativo y uno de los tres asentamientos, además de Myndaba y Tomtor , en Myuryunsky Rural Okrug del distrito de Ust-Aldansky en la República de Sája , Rusia además de ser el centro administrativo de Myuryunsky Rural Okrug al que están subordinados los mismos tres asentamientos. Su población a partir del censo de 2010 fue de 5222 habitantes, de 5458 registrada durante el censo de 2002.
- Datos: Q1401196